# نايجل ديفيز (سياسي)
نايجل ديفيز (بالإنجليزية: Nigel Davies)‏ هو مؤرخ وعالم آثار وعالم الإنسان وسياسي بريطاني، ولد في 2 سبتمبر 1920 في المملكة المتحدة، وتوفي في 25 سبتمبر 2004 في المكسيك. حزبياً، نشط في حزب المحافظين. في الانتخابات العامة في المملكة المتحدة 1950 ‏، انتخب عضو برلمان المملكة المتحدة الـ39 عن دائرة إبينج ‏ (23 فبراير 1950 – 5 أكتوبر 1951).